# ۴٬۲-دی‌کلروفنوکسی‌استیک اسید
۴٬۲-دی‌کلروفنوکسی‌استیک اسید (به انگلیسی: 2,4-Dichlorophenoxyacetic acid) یک ترکیب شیمیایی با شناسه پاب‌کم ۱۴۸۶ است؛ که جرم مولی آن 221.04 g/mol می‌باشد. شکل ظاهری این ترکیب، پودر زرد تا سفید است.